# Степовое (Ясиноватский район)
Степово́е (укр. Степове; до 2016 г. Петро́вское) — посёлок в Покровском районе Донецкой области Украины.

## Население
Население по данным всеукраинской переписи 2001 года составляло 62 человека, из них 35,48 % отметили родным языком украинский, 64,62 % — русский.

## Географическое положение
Расстояние до райцентра составляет около 21 км и проходит по автодороге местного значения. На востоке поселка находится остановочный пункт 437 км железнодорожной линии Очеретино — Авдеевка.